# Języczek słodkowodny
Języczek słodkowodny (Trinectes maculatus), wcześniej opisywany pod nazwą achira (Achirus fasciatus) – gatunek małej ryby flądrokształtnej z rodziny Achiridae, występującej w rzekach i u wybrzeży Ameryki Północnej. Zasiedla wody słodkie, słonawe i słone. Ma niewielkie znaczenie gospodarcze.